# Egyptische krijgsmacht
De Egyptische strijdkrachten zijn het grootste van alle Afrikaanse landen. In 2010 telde het 450.000 militairen en 254.000 reservisten. Verder zijn er nog circa 400.000 paramilitairen, waarvan de centrale beveiligingsdienst de grootste is met 325.000 medewerkers. De nationale garde en diverse grenstroepen vallen hier ook onder.
De landmacht telt 320.000 actieve militairen, de luchtmacht 30.000, de luchtverdediging 80.000 en ten slotte de marine 20.000.

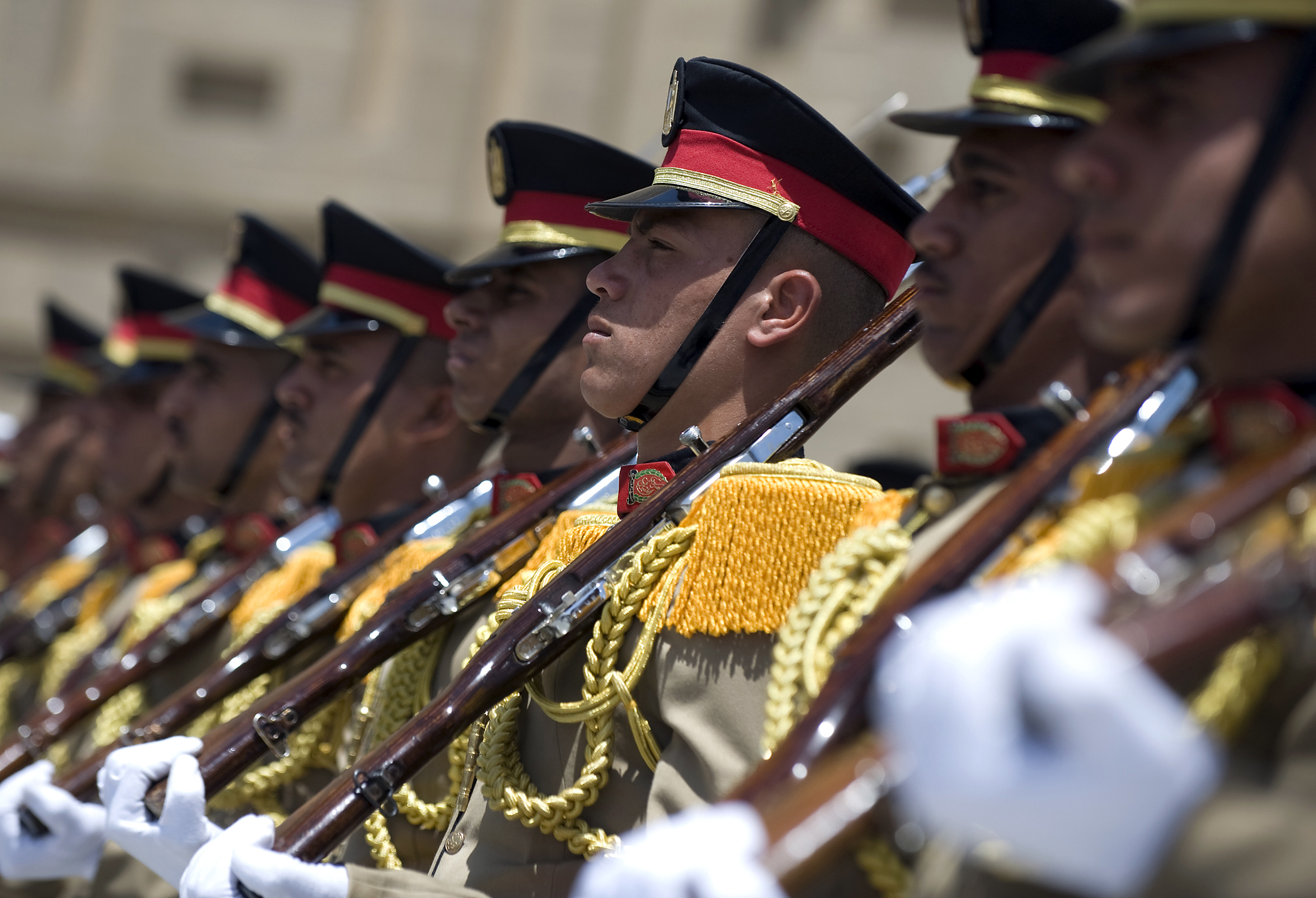
Egyptische soldaten in hun ceremonieel uniform

## Krijgsmacht onderdelen

### Landmacht
De grootste afdeling binnen de Egyptische strijdkrachten is de landmacht. Het moderne leger werd opgericht tijdens het bewind van Mohammed Ali (1805-1849).

### Marine

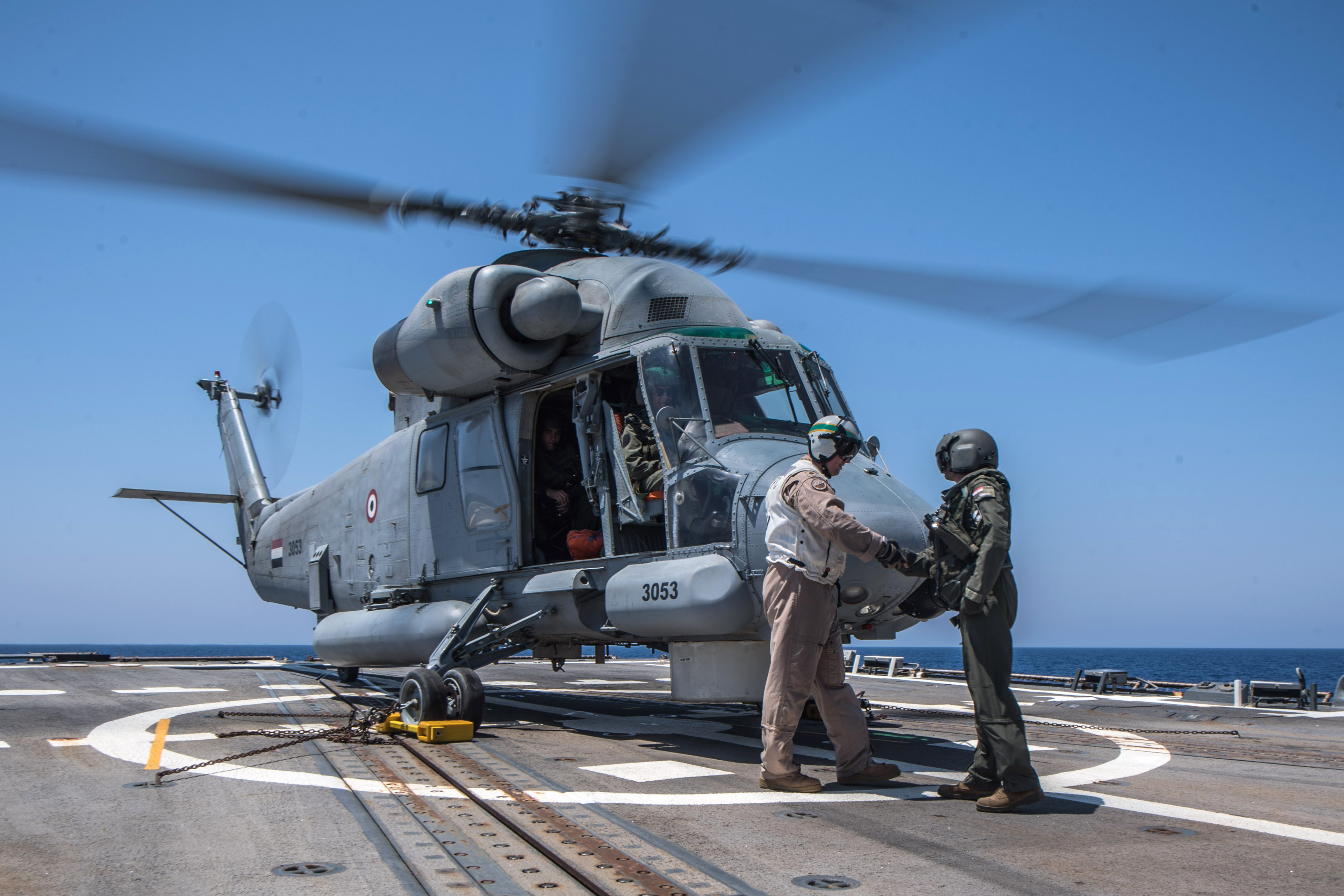
Egyptische Seasprite helikopter landt op marineschip

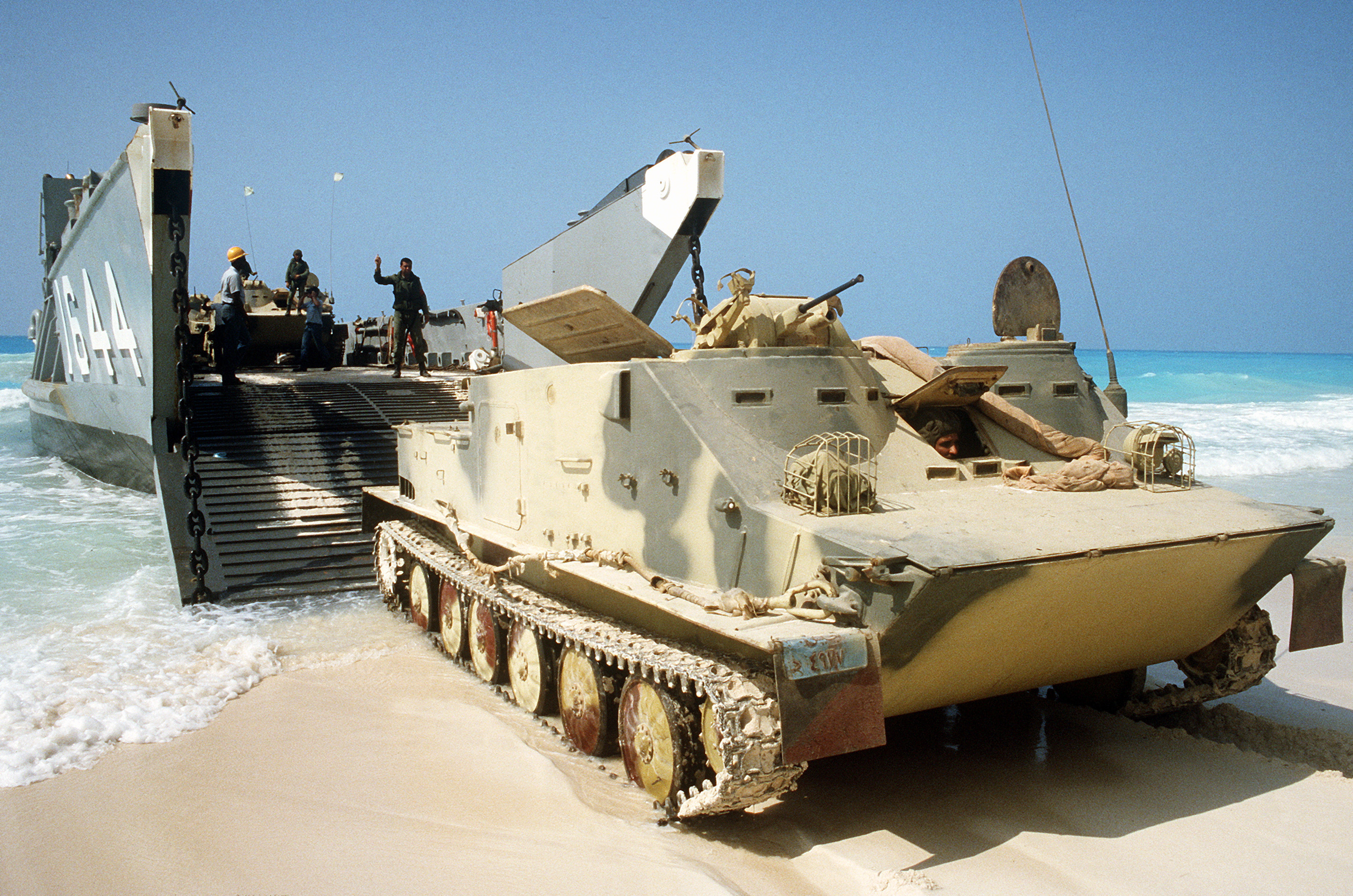
Egyptisch legermaterieel

De Egyptische marine zoals we tegenwoordig kennen werd opgericht na de Tweede Wereldoorlog. Sommige vlooteenheden zijn gestationeerd in de Rode Zee, maar het grootste deel van de vloot is te vinden in de wateren van de Middellandse Zee. Het hoofdkwartier van de marine en de belangrijkste operationele en trainingsbasis bevinden zich in Ras el Tin in de buurt van Alexandrië.

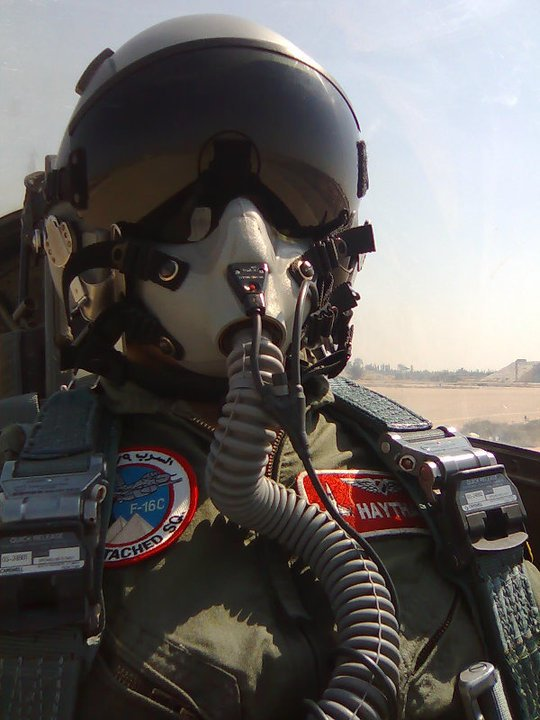
Piloot van de Egyptische luchtmacht

De marine bestuurt ook de Egyptische kustwacht die verantwoordelijk is voor de kustbescherming, bescherming van openbare installaties nabij de kust en de patrouille van kustwateren om smokkel te voorkomen. Het heeft een inventaris die bestaat uit ongeveer vijfendertig grote patrouillevaartuigen (elk tussen de twintig en dertig meter lang) en twintig kleinere Bertram-klasse kustpatrouillevaartuigen die in de Verenigde Staten zijn gebouwd.

### Luchtmacht
De Egyptische luchtmacht is de luchtvaarttak van de Egyptische strijdkrachten. Momenteel is de F-16 Falcon de ruggengraat van de luchtmacht. De Mirage 2000 is een andere modern onderscheppingsvliegtuig die door Egypte wordt gebruikt. De Egyptische luchtmacht heeft 216 F-16's. In totaal heeft het ongeveer 580 gevechtsvliegtuigen en 150 bewapende helikopters, terwijl het nog steeds uitgebreid.

### Luchtverdediging
De Egyptische luchtverdedigingstroepen zijn het militaire commando van Egypte dat verantwoordelijk is voor de luchtverdediging. Egypte vormde zijn Air Defence Force (ADF) naar voorbeeld van de Sovjetluchtverdedigingsmacht Vojska PVO, die al zijn luchtverdedigingsmogelijkheden integreerde: luchtdoelgeschut, raket- en raketeenheden en radar- en waarschuwingsinstallaties. Het ADF bestaat uit 110 luchtdoelrakettenbataljons en 12 luchtafweergeschutbrigades.

## Materieel
Het leger is uitgerust met gedateerd materieel afkomstig uit de voormalige Sovjet-Unie, maar in de afgelopen decennia is veel modern Amerikaans en ander Westers materieel aangeschaft. De landmacht beschikte in 2010 bijvoorbeeld over 880 M1 Abrams tanks, maar heeft ook nog de beschikking over 1.050 tanks van het type T-55 en T-60. Bij de luchtmacht hetzelfde beeld, waar de F-16 Fighting Falcon vliegt naast de verouderde MiG-21. Nederland heeft 1041 verouderde pantservoertuigen van het type YPR-765 aan Egypte geleverd.

## Bevelvoering
In Egypte houdt de President van de Republiek de ceremoniële titel van "Supreme Commander". Een lid van de regering, meestal minister van defensie, is opperbevelhebber van de Egyptische strijdkrachten. De president is in Egypte nog steeds het enige individu dat oorlog kan verklaren.
Tot de verkiezing van Mohamed Morsi in juni 2012 waren voormalige Egyptische presidenten allemaal voormalige militaire officieren geweest en tijdens de Jom Kipoeroorlog speelde de toenmalige president Anwar Sadat een belangrijke rol op alle niveaus van de oorlogsplanning. Hij was in letterlijke zin "Supreme Commander" van de strijdkrachten die directe bevelen gaf aan de commandanten van het hoofdkwartier tijdens de oorlog als veldmaarschalk van het leger, maarschalk van de luchtmacht en luchtverdedigingstroepen en admiraal van de marine.
De huidige President van Egypte, Abdul Fatah al-Sisi, was van 2012 tot 1014 minister van defensie en voorzitter van de Opperste Raad van de Strijdkrachten onder president Morsi. Op 26 maart 2014 legde hij zijn militaire functies neer om mee te kunnen doen aan de Egyptische presidentsverkiezingen.

## Egypte & de Islamitische Militaire Alliantie

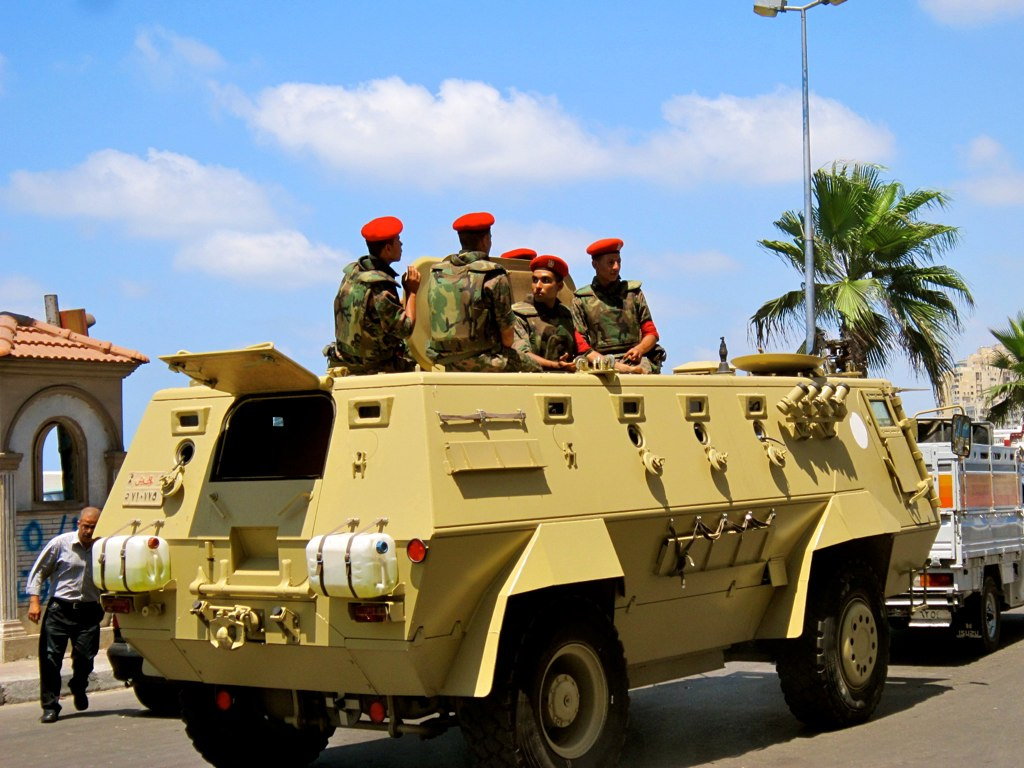
Egyptische militaire politie

De snelle opkomst van IS was aanleiding voor defensiesamenwerking tussen Arabische landen. Persbureau AP maakte op 3 november 2014 melding van gesprekken tussen Saoedi-Arabië, Egypte, de Verenigde Arabische Emiraten en Koeweit over een mogelijk pact en de vorming van een interventiemacht, vooral gericht tegen islamitische militanten.
Egypte en de Verenigde Arabische Emiraten hadden in augustus 2014 wapens geleverd aan het Libische leger en voerden luchtaanvallen uit tegen terroristen van Libyan Dawn en IS in de Tweede Libische Burgeroorlog. In februari 2015 heeft een tak van IS in Libië 21 koptische christenen onthoofd. De Egyptische president Abdul Fatah al-Sisi kondigde een week van nationale rouw af en verklaarde dat Egypte op een "passende manier" op de onthoofdingen zou reageren. Als reactie hebben zowel Egypte als Libië luchtaanvallen op doelen van terreurbeweging IS uitgevoerd. Publiekelijk begonnen Arabische leiders zich uit te spreken voor militaire samenwerking tegen terreurorganisaties. De Egyptische president Abdel-Fattah al-Sisi zei op 22 februari in een tv-toespraak dat 'de noodzaak van een verenigde Arabische krijgsmacht elke dag urgenter wordt'.
De Islamitische Militaire Alliantie werd uiteindelijk in december 2015 officieel opgericht.

## Arabische organisatie voor industrialisatie
De Arabische organisatie voor industrialisatie, gerund door het leger, houdt toezicht op negen militaire fabrieken die zowel civiele goederen als militaire producten produceren. Aanvankelijk waren de eigenaren de regeringen van Egypte, Saoedi-Arabië en de Verenigde Arabische Emiraten, voordat de laatste regeringen hun aandelen in 1993 aan Egypte teruggaven, ter waarde van $ 1,8 miljard. Daardoor is de organisatie nu volledig eigendom van de Egyptische regering. Het heeft ongeveer 19.000 werknemers, waarvan 1250 ingenieurs, en bezit 10 fabrieken volledig en deelt in 2 joint ventures.

## Medische zorg
De Egyptische militaire medische academie werd in 1979 opgericht met als doel het opleiden en trainen van medische officieren in alle takken van de Egyptische strijdkrachten. De strijdkrachten van het land hebben zo'n twintig ziekenhuisfaciliteiten in heel Egypte. Veel van deze centra accepteren burgerpatiënten. Cairo’s Bridge Military Hospital (geopend in 2011, nieuwe toevoegingen gepland tot 2019) maakt deel uit van een voortdurende inspanning van het Egyptische leger om geavanceerde behandelingen en patiëntenzorg aan te bieden. De faciliteit heeft 840 bedden.
 Egyptische landmacht ·  Egyptische marine ·  Egyptische luchtmacht ·  Egyptische luchtverdediging